# 広島県立賀茂北高等学校
広島県立賀茂北高等学校（ひろしまけんりつ かもきたこうとうがっこう）は、広島県東広島市豊栄町乃美にある県立高等学校。東広島市立豊栄中学校と連携型中高一貫教育を行っている（広島県においては3例目）。

## 設置学科
- 普通科

## 沿革
- 1914年 - 私立乃美学舎として開校
- 1920年 - 私立乃美中学校と改称
- 1948年 - 学制改革に伴い、学校法人乃美学園乃美高等学校となる
- 1953年 - 家庭科を増設
- 1962年 - 豊栄・福富両町の組合立に移管
- 1965年 - 広島県立賀茂高等学校久芳分校(福富町)を統合した上で広島県に移管し、広島県賀茂北高等学校と改称
- 1968年 - 広島県立賀茂北高等学校と校名変更
- 1977年 - 家政科募集停止

## 本校の生徒の出身地別構成・志向
- 本校が最寄の公立高校である豊栄・福富両町出身の生徒の割合は50%-60%程度である。[1]

- 残りの40%-50%は主に東広島市中心部の中学校出身者によって構成されている。2007年度においては広島市出身の生徒も存在している。

## アクセス
- JR山陽本線 西条駅から芸陽バス[2]に乗車して約45分、「賀茂北高校入口」バス停下車、徒歩5分[3]
  - 豊栄-西条線：豊栄方面 - 加茂北高校入口 - 上戸野・造賀小学校前・西条駅前方面
  - 豊栄-高美が丘-西条線：豊栄方面 - 加茂北高校入口 - 上戸野・造賀小学校前・西高屋駅・西条駅前方面
  - 磯松線：豊栄方面 - 加茂北高校入口 - 上戸野・造賀小学校前・磯松・西条駅前方面
  - 西河内線：豊栄方面 - 加茂北高校入口 - 上戸野・河内駅前
- 車：山陽自動車道 西条ICから国道375号経由、約16km